# Gil Jardim
Gilmar Roberto Jardim, conhecido como Gil Jardim, (Ourinhos, 11 de janeiro de 1958) é um músico brasileiro.
Começou a estudar música aos sete anos através do acordeão por influência de seu pai no interior do Estado de São Paulo. Aos dezesseis anos graduou-se no Conservatório Musical Santa Cecília de sua cidade natal.
Mudou-se para São Paulo em 1976 e, dando sequência aos seus estudos musicais, em 1977 ingressou no Departamento de Música da Escola de Comunicações e Artes da Universidade de São Paulo para cursar regência orquestral.
Paralelamente aos seus estudos na universidade, já como flautista, integrou o grupo Papavento, no início da década de 1980, tendo gravado o disco 'Aurora Dórica' pelo Selo Carmo de Egberto Gismonti. Nesse período também trabalhou com profissionais como Arrigo Barnabé, Tetê Espíndola, Passoca, Vânia Bastos, etc.
Transitando entre a música erudita, a música instrumental e a MPB, produziu composições, arranjos e atuou como maestro em turnês pelo Brasil e pelo mundo, em trabalhos com músicos como Milton Nascimento, Naná Vasconcelos, César Camargo Mariano, Ivan Lins, Leila Pinheiro, Egberto Gismonti, Gianluca Littera, etc. 
Como maestro dirigiu boa parte das grandes orquestras brasileiras: Orquestra Municipal de São Paulo, Orquestra de Câmara da OSESP, Orquestra Sinfônica do Paraná, Orquestra Sinfônica do Teatro Claudio Santoro, Orquestra Sinfônica do Recife, Orquestra Sinfônica da Bahia, Orquestra Sinfônica de Campinas, Banda Sinfônica do Estado de São Paulo, Orquestra Jazz Sinfônica do Estado de São Paulo, etc.
No exterior dirigiu orquestras como a Brooklyn Academy of Music Symphony Orchestra (Nova Iorque), a Royal Philarmonic Concert Orchestra (Londres), a Camerata Mexicana (México), a Orquestra Regionalle del Lazio (Roma) e Orquestra de Camara Mayo ( Buenos Aires).
Em 2005 defendeu sua tese de livre docência “Proposta de Edição Critica das Bachianas Brasileiras nº 7, de Heitor Villa-Lobos. Nesse mesmo ano lançou o livro “O Estilo Antropofágico de Heitor Villa-Lobos” e gravou e lançou o CD "Villa-Lobos em Paris" que, em 2006, foi contemplado com o 'Diapason d'or' e o 'Prime de Cultura' da revista Bravo. 
Desde 2001 o maestro Gil Jardim é Diretor Artístico e Regente Titular da Orquestra de Câmara da USP (OCAM). Nas temporadas anuais da OCAM tem tido solistas e regentes consagrados como convidados, a exemplo de Gilberto Tinetti, Celine Imbert, Cláudio Cruz, Carmelo de los Santos, Pablo Mainetti, Gianluca Littera, Eduardo Monteiro, Olivier Toni, Claudia Riccitelli, Aylton Escobar, Benjamin Zander, Kirk Trevor, Peter Zasowisk, Alex Klein, Eduardo Fernandez, entre muitos outros. 
Entre 2006 e 2009 foi chefe do Departamento de Música da Escola de Comunicações e Artes da Universidade de São Paulo, realizando vários Festivais Internacionais como o Percussivo USP 2008 (Percussão Contemporânea), Ex Toto Corde (Festival Internacional de Cordas) e as três edições do Festival de Violão Leo Brouwer, com a presença do compositor cubano no Brasil. Na última edição, em 2011, estiveram presentes Manuel Barreco, Shin Ich Fukuda, Marcelo de La Puebla, Eduardo Fernandes, Paulo Belinati, Cristina Azuma, Hamilton de Holanda, Duo Siqueira Lima, Yamandu Costa, além de outros consagrados violonistas. 
Há que se destacar ainda suas inúmeras trilhas sonoras, palestras, concertos diversos e, sobretudo sua atuação contínua como docente na Graduação e Pós-graduação da Universidade de São Paulo.

## Marsalis Brasilianos -2008
Tournée Americana 
Orquestra Philarmonica Brasileira & Branford Marsalis
Com a Orquestra Philarmonia Brasileira realizou, a convite da Columbia Artists Management Inc.(CAMI), em 2008, tournée pelos Estados Unidos, tendo como solista o saxofonista Branford Marsalis, um dos mais renomados saxofonistas americanos da atualidade.
Foram 40 dias de viagem com 27 concertos realizados. A maior tournée nos EUA já realizada por uma orquestra brasileira.
O projeto foi anunciando no território americano como “Marsalis Brasilianos", e teve seu repertório montado com obras de Villa-Lobos e Darius Milhaud, sob a regência do Maestro Gil Jardim.

## Discografia
- Aurora Dórica - Papavento - (1984 - Selo Carmo)
- Soprador de Vidro - (1998 - Selo Núcleo Contemporâneo)
- Villa-Lobos em Paris - (2005 - Selo Philarmonia Brasileira)

## Literatura
- O Estilo Antropofágico de Heitor Villa-Lobos (2005)
- O quê foi feito de Villa (Revista USP - (2010)

## Participações
- Ex-Libres, como flautista (1981 – selo USP)
- Tubarões Voadores, Arrigo Barnabé, como regente (1984)
- Carmo Ano I (Papavento & Egberto Gismonti - 1985)
- Amigo  - Milton Nascimento (arranjos e regência – 1994)
- Anjo de Mim – Ivan Lins (arranjos e regência – 1995)
- Pixinguinha e Patapio Silva – Antonio Carrasqueira (regência – 1995)
- Rumos Culturais - Cello in Sampa (regência – 1999)
- Reencontro – Leila Pinheiro (arranjos e regência – 2000)
- A cor do Pôr do Sol – Ivan Lins (2000)
- Gil  &  Milton - Gilberto Gil e Milton Nascimento (arranjos e regência, 2000)
- Tom da Terra (arranjos e regência, 2002)
- Aos Vivos – Chico César  (arranjos e regência – 2003)
- Fruto – Heloisa Fernandes (direção musical – 2005)
- Cartas Brasileiras – Léa Freire (arranjo e regência – 2006)
- Língua Mãe – Naná Vasconcelos (arranjos e regência – 2010)
- Sinfonia Monumental – Hamilton de Holanda (arranjos e regência, 2010)

## Programas de rádio
- Idéias Musicais: O estilo Antropofágico de Heitor Villa-Lobos (Cultura FM - 2011-2012)